# Naisey-les-Granges
Naisey-les-Granges település Franciaországban, Doubs megyében. Lakosainak száma 822 fő (2022. január 1.). Naisey-les-Granges La Chevillotte, Gonsans, L’Hôpital-du-Grosbois, Étalans, Bouclans és Mamirolle községekkel határos.

## Népesség
A település népességének változása:
| Lakosok száma | 414  | 470  | 534  | 682  | 782  | 800  | 796  | 804  | 806  | 822  |
|               | 1968 | 1982 | 1990 | 2006 | 2013 | 2015 | 2017 | 2019 | 2020 | 2022 |